# Jani Beg
Jani Beg, död 1357 i Sarai, även kallad Djanibek Khan var en khan av Gyllene Horden 1342-1357, efterträdare till sin far Öz Beg Khan.

## Biografi
Efter att ha avrättat sina bröder, krönte Jani Beg sig själv i Saray-Juk. Han är känd för att aktivt ha ingripit i angelägenheter mellan ryska furstendömen och Litauen. storfursten i Moskvariket, Simeon Gordiy, och Ivan II, stod under ständig politisk och militär påtryckning från Jani Beg.
Jani Beg ledde en massiv armé av krimtatarer i en attack 1343 mot hamnstaden Kaffa på Krim. Belägringen lyftes av en italiensk räddningsstyrka i februari. År 1345 belägrade Jani Beg ännu en gång Kaffa, men hans anfall misslyckades även då på grund av ett utbrott av digerdöden bland hans trupper. Man tror att Jani Begs armé slungade infekterade lik in i Kaffa i ett försök att använda digerdöden för att försvaga försvaret. Infekterade Genuaseglare seglade senare från Kaffa till Genua och införde då digerdöden i Europa.
År 1356 genomförde Jani Beg erövrade staden Tabriz för att installera sin egen guvernör där. Han hävdade också Jochids överhöghet över Chagatais khanat och försökte förena de tre khanaten av mongoliska riket. Efter att ha accepterat kapitulation från Shaikh Uvais, proklamerade Jani Beg att tre uluser (distrikt/nationer) av det mongoliska riket var under hans kontroll. Strax därefter ställdes Jani Beg inför ett uppror i Tabriz som resulterade i att makten togs över av Jalayiriddynastin, en utlöpare av Ilkhanate, och slutligen i hans död.
Jani Begs regeringstid präglades av de första tecknen på de feodala stridigheter som så småningom skulle bidra till utdöendet av Gyllene Horden. Lönnmordet av Jani Beg 1357 öppnade för ett kvartssekel av politisk oro i Gyllene Horden och tjugofem khaner avlöste varandra mellan 1357 och 1378.